# Hamamelidae
Hamamelidae es un taxón de la categoría subclase, perteneciente a las dicotiledóneas, que agrupaba a plantas cuya característica principal era que poseían flores polinizadas por viento (anemófilas) usualmente agrupadas en amentos. El taxón fue utilizado por Cronquist y otros sistemas de clasificación por un tiempo (ver Cronquist 1981, 1988, Takhtajan 1980 que lo escribe correctamente como Hamamelididae. Numerosas líneas de evidencia muestran que este taxón no es monofilético. En clasificaciones modernas como el sistema de clasificación APG III (2009) y el APWeb (2001 en adelante), el taxón fue abandonado.

## Historia del taxón
Sus orígenes históricos se pueden remontar a los tiempos pre-Linneanos, donde ya se proponía la existencia de un taxón "amentífero" (también llamado a veces Amentiferae, ver el resumen histórico en Stern 1973), si bien en esa época, antes de la irrupción de la teoría de la evolución, no se pensaba a los taxones como un reflejo de la filogenia de los organismos. Su circunscripción (esto es, de qué subtaxones está compuesto el taxón) fue variando con los sistemas de clasificación, de los cuales el más recordado es el de Cronquist (Cronquist 1981, 1988, ver circunscripción en sección Taxonomía). Finalmente el concepto de un taxón de plantas amentíferas de categoría tan alta fue abandonado en sistemas de clasificación actuales (como APG, APG II, APG III, APWeb), debido a que no se ha recuperado un taxón monofilético que responda a sus caracteres.

## Descripción
Introducción teórica en Terminología descriptiva de las plantas
En esta subclase se agrupaban varias familias con flores pequeñas y generalmente sin perianto o con perianto apétalo, polinizadas por viento (anemofilia), usualmente agrupadas en inflorescencias llamadas amento. 
Hojas simples o, más raramente, pinnadas o palmadas. Sépalos, cuando presentes, usualmente pequeños y escuamiformes. En las pocas especies que poseen pétalos, estos son libres, pequeños, generalmente inconspicuos. Androceo formado por (1)2-varios estambres, que pueden llegar a ser numerosos. El conectivo puede estar prolongado, pero nunca es laminar. El polen es binucleado o trinucleado y presenta (2)3-muchas aperturas. El gineceo consta de 1-varios carpelos que suelen estar soldados en un ovario compuesto. Los primordios seminales pueden ser anátropos u ortótropos, más o menos claramente crasinucelados.

## Filogenia
Introducción teórica en Filogenia
Numerosas líneas de evidencia muestran que esta subclase no es monofilética (Thorne 1973a, Donoghue y Doyle 1989, Wolfe 1989, Crane y Blackmore 1989, Hufford y Crane 1989, Hufford 1992, Chase et al. 1993, Manos et al. 1993). 
Algunas familias que se habían considerado hamamélidas, como Platanaceae, Trochodendraceae y Buxaceae, son linajes que divergieron tempranamente de las eudicotiledóneas. También relacionadas con Platanaceae sobre todo, probablemente estén Proteaceae y Nelumbonaceae (las tres familias hoy consideradas Proteales, ver sistema de clasificación APG II). Tanto los análisis morfológicos como los de ADN (en las secuencias rbcL, atpB, ADNr 18S) apoyan la ubicación de estas familias como eudicotiledóneas basales, y también la formación del clado Proteales como formado por Platanaceae + Proteaceae + Nelumbonaceae (APG 1998, 2003, Chase et al. 1993, Hufford 1992, Manos et al. 1993, Soltis et al. 1997, 2000).
Hamamelidaceae y Cercidiphyllaceae en particular, a veces fueron consideradas emparentadas con Platanaceae (Hufford y Crane 1989, Schwarzwalder y Dilcher 1991, Hufford 1992), pero esta ubicación no es sostenida por el análisis de secuencias de ADN (Chase et al. 1993, Savolainen et al. 2000a, b, Soltis et al. 1997, 2000). La evidencia del ADN sostiene que Hamamelidaceae y Cercidiphyllaceae están emparentadas con Saxifragaceae (las tres hoy ubicadas en el orden Saxifragales).
Otras familias de hamamélidas con flores reducidas hoy son ubicadas en Saxifragales, Fagales o Malpighiales.

## Taxonomía
Introducción teórica en Taxonomía
En las clasificaciones modernas como el sistema de clasificación APG III (2009), el taxón al ser polifilético fue abandonado, ubicándose las familias y órdenes que se recuperaron como monofiléticos en el clado Eudicotyledoneae, donde se ubican de esta forma (en negritas las familias que pertenecían a las hamamélidas según Cronquist):
Eudicotiledóneas basales:
- Ranunculales (Ranunculaceae, Eupteleaceae entre otras)
- Proteales (Proteaceae, Platanaceae y Nelumbonaceae)
- Trochodendrales (monotípico, Trochodendraceae)
- Buxales (Buxaceae, Didymelaceae)

Núcleo de las Eudicotiledóneas (hoy Gunneridae, nombrado así por el APG III) no rósidas ni astéridas:
- Gunnerales (Gunneraceae y Myrothamnaceae, el orden es perteneciente al "núcleo de las eudicotiledóneas" en el APG II[8] y APG III,[4] el APW lo mantenía fuera del núcleo pero desde 2009 lo incluye también en el núcleo[5])
- Saxifragales (Saxifragaceae, Hamamelidaceae, Cercidiphyllaceae, Daphniphyllaceae entre otras)

Rósidas:
- Fagales (Fagaceae, Betulaceae, Casuarinaceae, Juglandaceae, Myricaceae, Nothofagaceae (en Cronquist incluido en Fagaceae), Rhoipteleaceae entre otras)
- Malpighiales (Malpighiaceae, Balanophaceae, Picrodendraceae entre otras).
- Sapindales (en la familia Simaroubaceae está ubicada la única leitneriácea, Leitneria floridana)
- Rosales (Rosaceae, todas las del antiguo orden Urticales sensu Cronquist: Barbeyaceae, Cannabaceae, Urticaceae que incluye a Cecropiaceae, Moraceae, Ulmaceae, entre otras)

Astéridas:
- Garryales (Garryaceae, Eucommiaceae entre otras)

En el sistema de clasificación de Cronquist (1981, 1988) la subclase comprendía 11 órdenes, 24 familias y 3400 especies. La clasificación sensu Cronquist en órdenes y familias se puede ver al desplegar la caja siguiente.